# Ihanu
Ihanu ist ein Verwaltungsbezirk (englisch Ward) des Distrikts Mufindi in der tansanischen Region Iringa.

## Geografie
Ihanu liegt im südlichen Hochland von Tansania etwa 60 Kilometer Luftlinie südöstlich der Distrikthauptstadt Mafinga. Der Bezirk grenzt im Nordwesten an Mdabulo, im Osten an Mapanda, im Süden an Mpanga, im Südwesten an die Region Morogoro und im Westen an Luhanga. Bei der Volkszählung 2022 lebten 10.063 Menschen in 2590 Haushalten auf einer Fläche von 290 Quadratkilometern.

## Gliederung
Der Bezirk besteht aus sechs Gemeinden (swahili Mtaa) mit 21 Orten (Kitongoji):
| Ibwanzi - Ngulila - Mngongwi - Susumi - Lwihomelo | Lulanda - Mtelemko - Lugangada - Ndolela - Chamguhu | Kilosa - Ing'enyango - Iyingu - Makalala - Kitasengwa - Mlevelewa Kati | Ihanu - Ilangamoto - Ihanu - Usule | Nandala - Nandala - Idunda | Isipii - Isipii - Lwego - Kidilo |

## Wirtschaft und Infrastruktur
- Landwirtschaft: Im Bezirk werden rund 700 Hühner, 200 Rinder und 400 Ziegen gehalten.[7]
- Bildung: Die Ihanu Secondary School ist eine staatliche weiterführende Tagesschule, die Jugendliche bis zur 4. Stufe ausbildet.[8]
- Elektrizität: Im Jahr 2014 wurde das 4-MW-Wasserkraftwerk Mwenga in Betrieb genommen, das auch Ihanu mit Strom versorgt.[9]